# Provincia de Monseñor Nouel
Monseñor Nouel es una de las 32 provincias de la República Dominicana. Fue creada a partir de la división de la provincia de La Vega en 1982 y entró en vigencia el 1 de enero de 1992. Sus primeras autoridades fueron escogidas en las elecciones de 16 de mayo de 1992
Se le dio el nombre por el doctor monseñor Adolfo Alejandro Nouel, arzobispo de Santo Domingo y presidente de la República Dominicana 1912-1913.

## Geografía
Geocódigo ISO de la provincia: 3166-2:DO-28. 
Superficie: 992 km² 
Límites: Al Norte y Oeste, la provincia La Vega, al Este las provincias Sánchez Ramírez y Monte Plata, al Sur las provincias San Cristóbal y San José de Ocoa. 
Región: Forma parte de la Región II - Cibao Sur. 
Montañas: Por el norte y el oeste de la provincia se localiza la Cordillera Central mientras que un ramal de dicha cordillera, la Sierra de Yamasá, bordea la provincia por el este. 
Hidrología: El principal río de la provincia es el Yuna; todos los demás ríos son afluentes de dicho río. Algunos de ellos son los ríos Blanco, Maimón, Juma, Masipedro, Jima. También se encuentra ubicada en esta provincia la presa de Rincón.

## Economía
Las principales actividades económicas de la provincia son el sector agropecuario y la minería. En esta provincia se encuentra la explotación de ferroníquel, principal actividad minera metálica del país en la actualidad. Los principales rubros agrícolas de la provincia son arroz, café y cacao. Es importante la ganadería vacuna lechera. 

## Turismo
Aunque de poco desarrollo provincial, tiene algunos lugares interesantes para el desarrollo turístico nacional, como son la presa de Rincón y parte de la Cordillera Central, también se puede apreciar la reserva científica LAS NEBLINAS.

Carnaval.
El carnaval de Bonao se comenzó a celebrar a inicio de los años 1930, cuando los habitantes del pueblo hacían disfraces y se colocaban máscaras para salir por las calles. Este carnaval se celebra desde el último domingo de enero hasta el segundo domingo de marzo en el parque Duarte del pueblo, transitando principalmente la calle Duarte.
Es uno de los principales carnavales de República Dominicana por su originalidad y organización, siendo su principal personaje “El Macarao”. En principio era un evento para los ciudadanos de la alta sociedad y se celebraba en el Bonao Country Club o el Casino del Yuna
En el año 1970 surge un personaje de la cultura dominicana el “Roba la Gallina”, quien desfilaba por los diferentes barrios pidiendo comida y bebida en los colmados, cantando la consigna “El mejor colmado, el de aquí!” que más adelante fuese usado en un estribillo de la famosa agrupación de merengue, la Coco Band.
En 1989 se crea el primer grupo de carnaval de Bonao denominado “Los Charamicos”. Después de estos surgen otros grupos como “Los caraduras”, “Selección 7”, “Truenos y centellas”, “Cascarrabias” y “los zacatecas”.
El diablo cojuelo de Bonao , el macarao, se caracteriza porque el disfraz es confeccionado con tela de satén, lamé y lentejuelas, con accesorios como cascabeles, citas, serpentinas y silbatos.
En el año 1990 se forma el Comité Organizador del Carnaval Bonao (COCABO), encargados de los detalles, organización y tradiciones que caracterizan al carnaval de Bonao.
Cada año eligen una reina y un rey momo. 
Aquí abajo tenemos una lista de las reinas y todos los rey momos desde su comienzo hasta el presente. 
| Año  | Rey Momo                        | Reina del Carnaval                           |
| 2025 | Felix Guerra                    | Anabel Jiménez                               |
| 2024 |                                 | Victoria de Dios                             |
| 2023 |                                 | Madeline Reyes                               |
| 2022 |                                 | no se realizó concurso                       |
| 2021 | Alexis Mármol                   | Anayely Cabrera Por decreto                  |
| 2020 | Alexis Mármol                   | Bianka Luna Sustituida por (Anayely Cabrera) |
| 2019 | José Lino Martínez              | Camil Rosario                                |
| 2018 | Wilberto Deschamps              | Patricia Fernández                           |
| 2017 | Cecilio Molina                  | Yeniffer Peña Geraldino                      |
| 2016 | Cristóbal Collado Día (Erotido) | Floralba Caba                                |
| 2015 | Nicomedes Paulino               | Yilka Samairy Félix                          |
| 2014 | Tony Brito                      | Anabel Sandoval                              |
| 2013 | Guillermo Rodríguez Camilo      | Arianny Espino                               |
| 2012 | Pedro Eusebio Romero Confesor   | Lisa Peña Díaz                               |
| 2011 | Frank Mercado                   | Omairy Almánzar                              |
| 2010 | Roque Badía                     | Yisset Esteffani Bautista                    |
| 2009 | Elías Ramírez                   | Perla Tineo                                  |
| 2008 | Roger Collado Abreu             | Zudaice Gómez                                |
| 2007 | Francisco Vargas                | Jasmine Hernández                            |
|      |                                 |                                              |

## Municipalidades
La provincia Monseñor Nouel está dividida en tres municipios y siete distritos municipales (D.M.), los cuales son:
- Bonao
  - Arroyo Toro-Masipedro (D.M.)
  - Jayaco-La Base-Los Arroces (D.M.)
  - Juma Bejucal (D.M.)
  - La Salvia-Los Quemados-Loma de Blanco (D.M.)
  - Sabana del Puerto (D.M.)
- Maimón
- Piedra Blanca
  - Juan Adrián (D.M.)
  - Villa Sonador (D.M.)

## Medios de Comunicación
La provincia Monseñor Nouel cuenta con diferentes medios de comunicación, tanto Televisión, Radio y Medios Digitales.
En los medios de televisión la provincia cuenta con la empresa de Telecasa que ofrece diferentes canales de televisión para los pueblos de Bonao y Maimón, entre esos canales están: Yuna Visión Canal 10, SúperTV Canal 8, Maimón TV Canal 3, Bonao TV Canal 12, Tele Bendución y Canal Renacer en El Espíritu. En los medios de radio están: Latina FM y Novel 93 FM.
En Monseñor Nouel se inicia la primera Radio y TV Dominicana, llamada La Voz del Yuna dirigida por Petan Trujillo.
En Bonao, provincia cabecera se encuentra la Minera Falcondo.